# 特别报道
《特别报道》，或称《突发新闻》（英語：BREAKING NEWS）是由中国中央电视台的一档直播新闻节目，仅在遇重大活动或突发新闻时才会播出。与日本广播协会的《报道特别节目》类似，该节目可能会打断正在播出的其他节目进行紧急插播。

## 历史
1978年5月1日，中国中央电视台综合频道开播整点新闻节目。1988年3月15日起，《新闻》的录制播出工作都转移到中央电视台彩色电视中心进行。
2008年汶川大地震，央视新闻频道分别在当日3时和4时连续两次紧急插播《突发新闻》，播报汶川地震的最新消息。并在之后连续一月播出《抗震救灾 众志成城》的地震特别报道。
近年来，央视有多次大型活动转播以特别报道形式呈现，如纪念中国人民抗日战争暨世界反法西斯战争胜利70周年阅兵式（2015年9月3日）、2016年跨年特别节目-年轮2015（2015年12月31日）、2016年里约奥运开幕式（2016年8月6日，不出镜）、闭幕式（2016年8月22日，不出镜）、2016年二十国集团杭州峰会开幕式（2016年9月3日）、2016年里约残奥会闭幕式（2016年9月22日，不出镜）、神舟十一号载人飞船发射（2016年10月16日至19日）等特别节目。
自2017年“一带一路”国际合作高峰论坛开始，央视新闻频道正式启用新址原用于英语新闻频道的演播室进行重大活动的直播报道，目前已制作直播2017年“一带一路”国际合作高峰论坛开幕式（2017年5月14日）、香港回归祖国20周年（2017年6月30日至7月1日）、庆祝中国人民解放军建军90周年阅兵（2017年7月30日）、2017年金砖国家峰会（2017年9月3日至5日）等特别节目，而这并非意味着该演播室已正式移交新闻频道所有。
自2019冠状病毒病疫情爆发后，中央电视台随即开播《战疫情特别报道》（2020年1月26日至2020年4月30日），主要播报疫情情况和与抗疫相关的报道以及国务院联防联控机制发布会（有时转播其他发布会）；中国境内新冠疫情基本控制后，增加播报复工复产、因疫情耽误的脱贫攻坚战的各地加强防控重启脱贫最新进程。由于2020年4月4日全国哀悼日，该频道推出特别报道，由全国各大电视频道并机转播。

## 演播室
与《新闻直播间》相似，在复兴路旧址时期，凌晨时段在150演播室播出，白天（上午、下午）时段在250演播室播出。而自2015年1月6日起，凌晨时段改在央视总部大楼C08演播室播出，但遇重大事件（如东方之星号客轮翻沉事件）时则使用C01演播室。自2015年11月1日起，凌晨时段节目又改用C01演播室。最近地，2016年11月5日起，凌晨时段节目又改用C02演播室，C01演播室之后改由新成立的中国环球电视网使用。